# Andrés de Escaregui Mendiola
Andrés de Escaregui Mendiola (Éibar, 23 de febrero de 1711–Fitero, 4 de julio de 1773) fue un compositor, maestro de capilla, organista y arpista español de origen vasco

## Vida
Andrés de Escaregui nació en la localidad guipuzcoana de Eibar, en el País Vasco, el 23 de febrero de 1711. Desarrolló toda su carrera musical en la Catedral de Pamplona, primero como infante de coro (1718); luego como sustituto de organista y arpista (1728-1730) y arpista titular (1730-1738); y, finalmente, como maestro de capilla (1738-1773).
Después de su formación musical en el coro y realizando algunas sustituciones, en 1730 se presentó a las oposiciones, sin éxito, para la organistía de La Seo de Zaragoza. Sin embargo, pudo ejercer como arpista titular en la Catedral de Pamplona. Antes de ocupar el cargo de maestro de capilla el Cabildo le confió la educación de algunos infantes del coro y la composición de algunas obras junto al organista Andrés Gil, ya que el maestro de capilla titular que precedió a Escaregui, Miguel Valls, no cumplía debidamente con sus obligaciones.
Una vez entrado en el magisterio, también formó parte de los tribunales de oposición que se encargaban de seleccionar a los músicos que ocupaban las plazas vacantes. Al comienzo tuvo problemas con otros miembros de la capilla e incluso con la educación de los infantes, llegando a solicitar ante el cabildo que fuera exonerado de ella, pero, sin éxito alguno.
En el año 1771, debido a ciertos problemas de salud, consiguió la jubilación de la asistencia al coro y oficios, y más tarde, consiguió eximirse del resto de sus deberes, siendo sustituido finalmente por Juan Antonio Múgica en 1773.
Murió el 4 de julio de 1773 en Fitero, Navarra.

## Obra y estilo
En total se han hallado 40 composiciones religioso-vocales suyas, tanto en latín como en castellano:
- 8 villancicos
- 7 cuatros
- 7 tractos
- 5 motetes
- 3 magnificats
- 3 salmos
- 2 responsorios
- 1 misa
- 1 antífona
- 1 himno
- 1 calenda
- 1 cantata

En sus obras, Escaregui empleó tanto el contrapunto imitativo como un estilo más sencillo, acorde a la estética galante y preclásica de la época, el cual introdujo él mismo en la Catedral de Pamplona. En composiciones como el motete Inter Vestibulum (sin fecha) o el cuatro ¿Qué hace desnudo en la Cruz? (1744), Escaregui presenta tanto recursos antiguos (contrapunto, fuertes disonancias) como modernos (homofonía, tendencia al equilibrio de fraseo). En otras obras, sin embargo, predomina la textura vertical y la simplicidad armónica (por ejemplo, en la Misa sencilla de 1747, en el himno Sanctorum meritis de 1764 o en el villancico ¿Quién es esta Paloma? de 1748).